# Judith Kerr
Judith Kerr, OBE (Berlin, 1923. június 14. – London, 2019. május 22.) németországi születésű brit író, illusztrátor.

## Fontosabb művei
- The Tiger Who Came to Tea (1968)
- Mog-sorozat:
  - Mog the Forgetful Cat (1970)
  - Goodbye, Mog (2002)
  - Mog's Christmas Calamity (2015)
- Out of the Hitler Time trilógia:
  - When Hitler Stole Pink Rabbit (1971)
  - Bombs on Aunt Dainty (1975, eredetileg The Other Way Round címen jelent meg)
  - A Small Person Far Away (1978)